# Hydropsyche punica
Hydropsyche punica är en nattsländeart som beskrevs av Malicky 1981. Hydropsyche punica ingår i släktet Hydropsyche och familjen ryssjenattsländor. Inga underarter finns listade i Catalogue of Life.